# Foropter

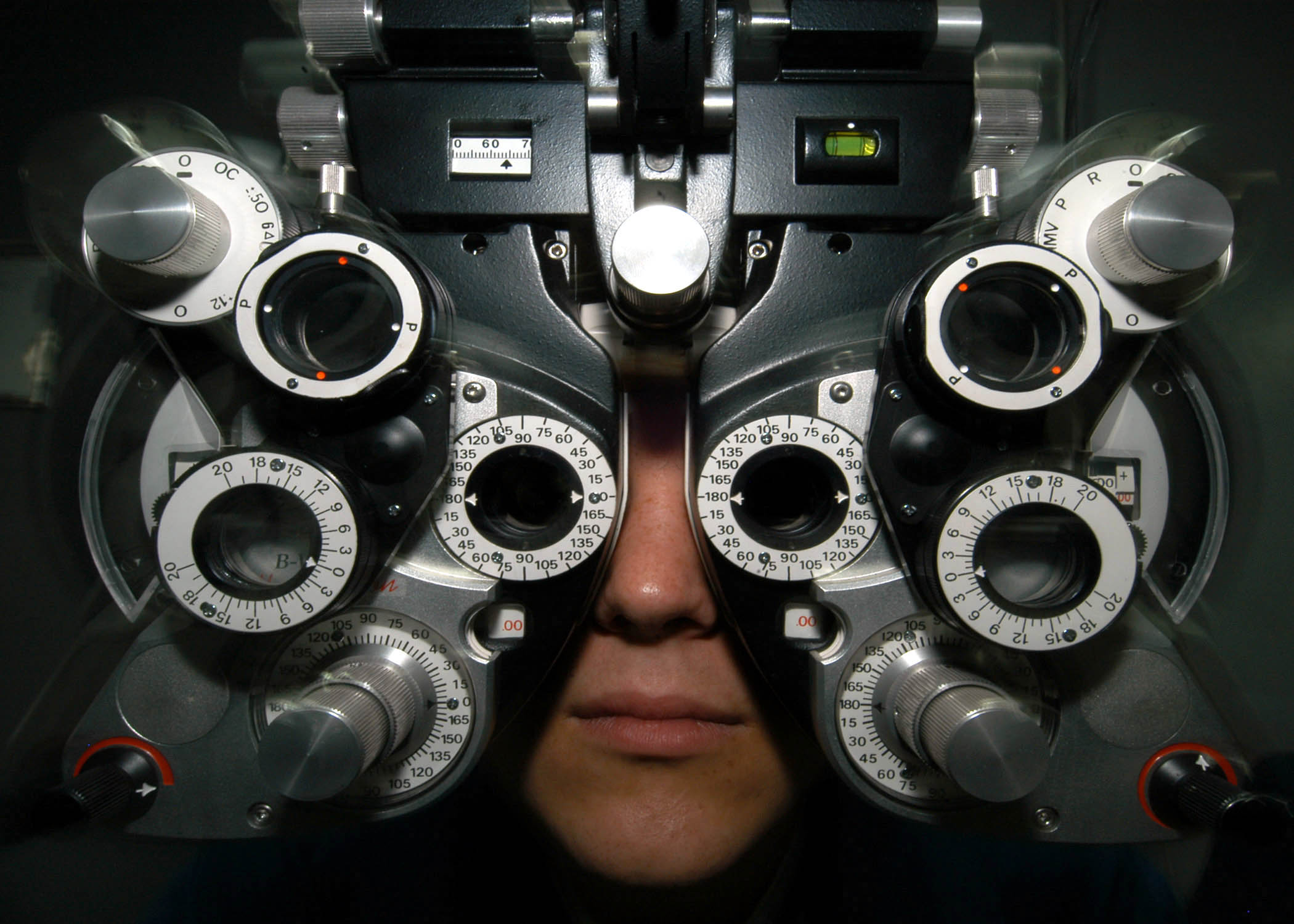
Foropter

Foropter – urządzenie stosowane w okulistyce i optometrii służące do ustalenia wady wzroku. Zawiera wewnątrz soczewki sferyczne i cylindryczne, pryzmaty, różne filtry optyczne, cylinder skrzyżowany, otwór stenopeiczny i inne przybory.